# Hong Kong en los Juegos Mundiales de Breslavia 2017
Hong Kong fue uno de los 102 países que participó en los Juegos Mundiales de 2017 celebrados en Breslavia, Polonia.
La delegación de Hong Kong estuvo compuesta por 9 atletas, 5 hombres y 4 mujeres, que compitieron en 11 disciplinas de 5 deportes.
Los deportistas de Hong Kong obtuvieron un total de dos medallas, una plata y un bronce, con lo cual ocuparon la posición 50 del medallero general.
| Oro | Plata | Bronce |
| --- | ----- | ------ |
| 0   | 1     | 1      |

## Delegación

### Billar
| Deportista | Prueba        | Octavos de final | Octavos de final | Cuartos de final | Cuartos de final | Semifinal | Semifinal | Final / Tercer puesto | Final / Tercer puesto | Posición  |
| Deportista | Prueba        | Oponente         | Resultado        | Oponente         | Resultado        | Oponente  | Resultado | Oponente              | Resultado             | Posición  |
| ---------- | ------------- | ---------------- | ---------------- | ---------------- | ---------------- | --------- | --------- | --------------------- | --------------------- | --------- |
| Masculino  |               |                  |                  |                  |                  |           |           |                       |                       |           |
| On Yee Ng  | Snooker Mixto | # Michael Judge  | 2:3              | Eliminado        | Eliminado        | Eliminado | Eliminado | Eliminado             | Eliminado             | Eliminado |

### Bolos
| Atleta                    | Categoría  | Clasificación | Clasificación | Fase de grupos                             | Fase de grupos | Octavos de final | Octavos de final | Cuartos de final              | Cuartos de final | Semifinal                          | Semifinal | Final/Medalla de bronce             | Final/Medalla de bronce | Posición          |
| Atleta                    | Categoría  | Puntos        | Posición      | Oponente                                   | Resultado      | Oponente         | Resultado        | Oponente                      | Resultado        | Oponente                           | Resultado | Oponente                            | Resultado               | Posición          |
| ------------------------- | ---------- | ------------- | ------------- | ------------------------------------------ | -------------- | ---------------- | ---------------- | ----------------------------- | ---------------- | ---------------------------------- | --------- | ----------------------------------- | ----------------------- | ----------------- |
| Varonil                   |            |               |               |                                            |                |                  |                  |                               |                  |                                    |           |                                     |                         |                   |
| Michael Mak               | Individual | 1386          | 10            | –                                          | –              | # Tobias Bording | 1:2              | eliminado                     | eliminado        | eliminado                          | eliminado | eliminado                           | eliminado               | eliminado         |
| Siu Hong Wu               | Individual | 1303          | 24            | –                                          | –              | eliminado        | eliminado        | eliminado                     | eliminado        | eliminado                          | eliminado | eliminado                           | eliminado               | eliminado         |
| Michael Mak y Siu Hong Wu | Dobles     | –             | –             | # Jeffrey Van de Wakker y Johnny Spil      | 903:881        | –                | –                | # Tommy Jones y Marshall Kent | 905:903          | # Dan Maclelland y Francois Lavoie | 941:862   | # Ricardo Lecuona y Arturo Quintero | 935:972                 | Medalla de bronce |
| Michael Mak y Siu Hong Wu | Dobles     | –             | –             | # Massimiliano Fridegotto y Ildefonso Ruíz | 888:935        | –                | –                | # Tommy Jones y Marshall Kent | 905:903          | # Dan Maclelland y Francois Lavoie | 941:862   | # Ricardo Lecuona y Arturo Quintero | 935:972                 | Medalla de bronce |
| Michael Mak y Siu Hong Wu | Dobles     | –             | –             | # Osku Palermaa y Juhani Tonteri           | 865:838        | –                | –                | # Tommy Jones y Marshall Kent | 905:903          | # Dan Maclelland y Francois Lavoie | 941:862   | # Ricardo Lecuona y Arturo Quintero | 935:972                 | Medalla de bronce |

### Patinaje sobre ruedas

#### Calle
| Atleta       | Categoría                 | Clasificación | Clasificación | Cuartos de final | Cuartos de final | Semifinal | Semifinal | Final                   | Final     | Posición  |
| Atleta       | Categoría                 | Tiempo        | Posición      | Tiempo           | Posición         | Tiempo    | Posición  | Tiempo/Puntos           | Posición  | Posición  |
| ------------ | ------------------------- | ------------- | ------------- | ---------------- | ---------------- | --------- | --------- | ----------------------- | --------- | --------- |
| Femenil      |                           |               |               |                  |                  |           |           |                         |           |           |
| Vanessa Wong | 200 m Contrarreloj        | 21,212 s      | 23            | –                | –                | –         | –         | eliminada               | eliminada | 23        |
| Vanessa Wong | 500 m Sprint              | 55,750 s      | 4             | eliminada        | eliminada        | eliminada | eliminada | eliminada               | eliminada | eliminada |
| Vanessa Wong | Carrera de puntos 10000 m | –             | –             | –                | –                | –         | –         | 0 Puntos 15:29.318 min. | 20        | 20        |
| Vanessa Wong | Eliminación 20000 m       | -             | -             | -                | -                | -         | -         | relegada                | relegada  | relegada  |

### Squash
| Femenil      |                            |                |                         |                |                   |                |                |                |                 |                |                  |                |                |                |
| Annie Au     | no se presentó             | no se presentó | no se presentó          | no se presentó | no se presentó    | no se presentó | no se presentó | no se presentó | no se presentó  | no se presentó | no se presentó   | no se presentó | no se presentó | no se presentó |
| Joey Chan    | Alina Bushma #             | 3:0            | Milou van der Heijden # | 3:1            | Coline Aumard #   | 3:2            | Nicol David #  | 3:2            | Camille Serme # | 0:3            | Medalla de plata |                |                |                |
| Masculino    |                            |                |                         |                |                   |                |                |                |                 |                |                  |                |                |                |
| Max Lee      | Alexei Sewerinow #         | 3:0            | Jan Koukal #            | 3:0            | Grégoire Marche # | 0:3            | eliminado      | eliminado      | eliminado       | eliminado      | eliminado        | eliminado      |                |                |
| Yip Tsz-Fung | Kostjantyn Rybaltschenko # | 3:0            | Ben Coleman #           | 3:2            | Diego Elías #     | 1:3            | eliminado      | eliminado      | eliminado       | eliminado      | eliminado        | eliminado      |                |                |

### Sumo
| Varonil              |               |                        |           |           |           |           |           |           |           |           |           |           |           |           |           |           |
| Tsz-Shing Brandon Ng | Peso pesado   | # Eduard Kudzoev       | Oshidashi | eliminado | eliminado | eliminado | eliminado | eliminado | eliminado | eliminado | eliminado | eliminado | eliminado | eliminado | eliminado | eliminado |
| Tsz-Shing Brandon Ng | Clase abierta | # Cristiano Silva Mori | Sotogake  | eliminado | eliminado | eliminado | eliminado | eliminado | eliminado | eliminado | eliminado | eliminado | eliminado | eliminado | eliminado | eliminado |